# Võ Vệ quân (Thanh mạt)

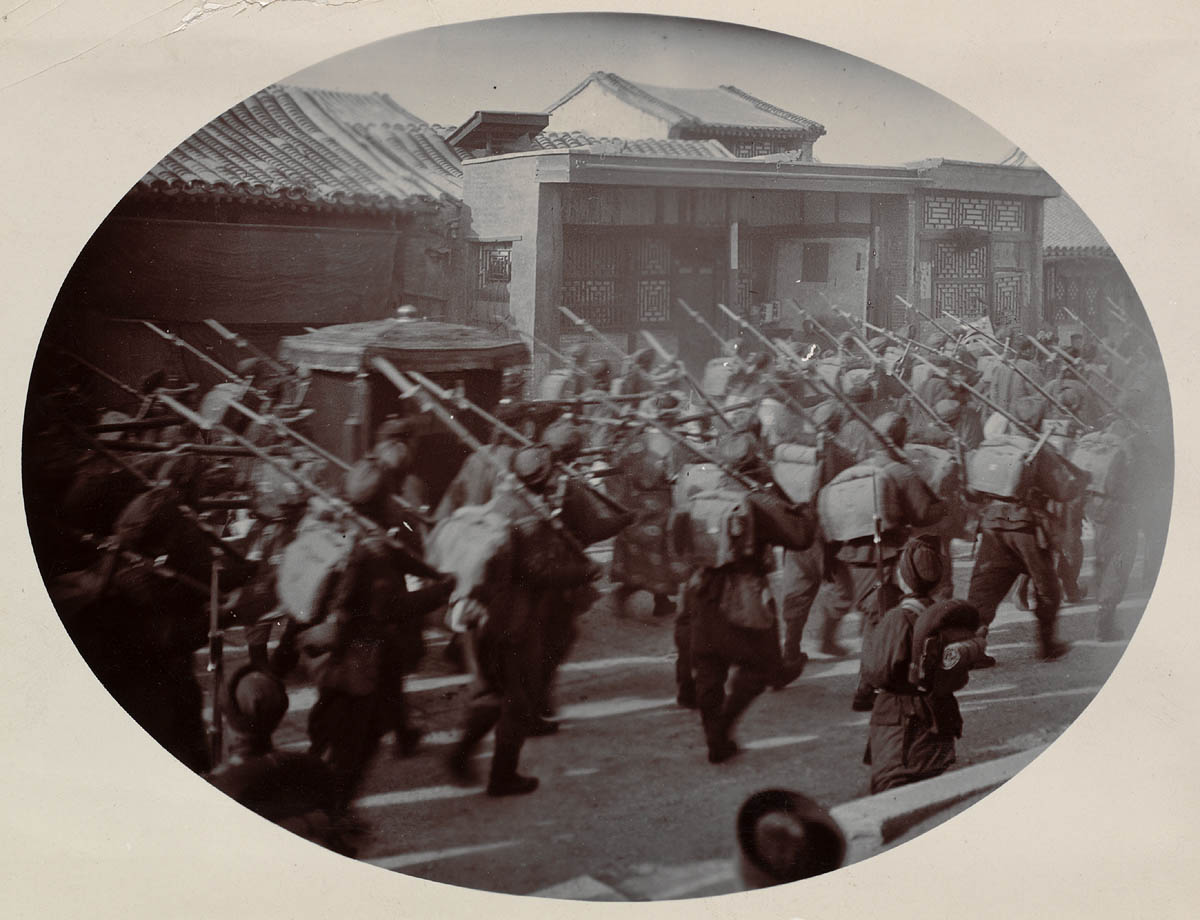
Các binh sĩ Võ Vệ hữu quân thuộc quyền Viên Thế Khải đang hộ tống Thái hậu Từ Hy hồi cung năm 1902

Võ Vệ quân (giản thể: 武卫军; phồn thể: 武衛軍; bính âm: Wǔwèijūn; Wade–Giles: Wu-wei chün) là lực lượng quân sự hiện đại đầu tiên của nhà Thanh. Từ lực lượng bộ binh ban đầu, sau phát triển hoàn chỉnh gồm cả bộ binh, kỵ binh và pháo binh trong biên chế vào khoảng tháng 5 hoặc tháng 6 năm 1899, được huấn luyện bởi các cố vấn quân sự phương Tây. Võ Vệ quân chịu trách nhiệm đảm bảo an ninh và phòng thủ Bắc Kinh và Tử Cấm thành, do Vinh Lộc làm Thống soái. Sự hình thành lực lượng Võ Vệ quân là một nỗ lực nhằm hiện đại hóa quân đội theo kiểu phương Tây (Tân quân) được trang bị những vũ khí hiện đại sau thảm bại trong Chiến tranh Thanh-Nhật. Mặc dù vậy, tình trạng huấn luyện không đồng đều, chỉ huy yếu kém, cũng như thái độ thiếu rõ ràng của triều đình, lực lượng Võ Vệ quân hầu như tan rã sau Loạn Nghĩa Hòa Đoàn. Chỉ còn mỗi Võ Vệ hữu quân của Viên Thế Khải, về sau trở thành lực lượng nòng cốt của Tân quân Bắc Dương.

## Tổ chức
Thái hậu Từ Hy tiếp tục nắm giữ quyền lực sau khi thực hiện chính biến lật đổ hoàng đế Quang Tự. Đại thần Vinh Lộc, người đứng đầu Quân cơ xứ kiêm Binh bộ Thượng thư, đã tổ chức các lực lượng trung thành với hơn 9 vạn quân thành Võ Vệ quân, đặt dưới quyền chỉ huy của các võ quan Niếp Sĩ Thành, Tống Khánh, Đổng Phúc Tường và Viên Thế Khải. Mỗi nhánh có biên chế tương đương cấp sư đoàn
| Nhánh      | Chỉ huy         |
| ---------- | --------------- |
| Tiền quân  | Niếp Sĩ Thành   |
| Hậu quân   | Đổng Phúc Tường |
| Tả quân    | Tống Khánh      |
| Hữu quân   | Viên Thế Khải   |
| Trung quân | Vinh Lộc        |

Trong đó, lực lượng mạnh nhất là Võ Vệ hữu quân, vốn hình thành từ lực lượng Tân quân thuộc quyền Viên Thế Khải được biến cải từ năm 1895, sau đó là Võ Vệ tiền quân của Niếp Sĩ Thành, vốn được huấn luyện bởi các cố vấn quân sự người Đức. Hai đơn vị này thừa hưởng được kỹ năng tác chiến từ hệ thống chỉ huy biên chế và huấn luyện hiện đại theo kiểu phương Tây, nên có sức mạnh vượt trội hơn so với 3 đơn vị còn lại, vốn chỉ thuần túy được tổ chức theo hệ thống Bát kỳ lạc hậu bổ sung thêm vũ khí mới.Trước khi được biên chế vào Võ Vệ quân, lực lượng thuộc quyền Niếp Sĩ Thành vốn là Võ Nghị quân (武毅軍 Wuyi jun,). Tương tự, thuộc quyền Tống Khánh là Nghị quân (毅軍 Yi jun). Những nhánh quân này được trang bị hiện đại thời bấy giờ với súng trường Mauser và súng máy Maxim.
Lực lượng Đổng Phúc Tường nguyên là lực lượng thổ phỉ tại Cam Túc, gồm 1 vạn chiến binh Hồi giáo, sau khi quy thuận triều đình, được gọi là Cam quân (甘軍).
Về danh nghĩa, Vinh Lộc là Thống soái Võ Vệ quân thống nhất với bộ chỉ huy được tổ chức từ các võ quan của Bát Kỳ. Trên thực tế, các nhánh Võ Vệ quân chỉ nghe lệnh trực tiếp từ chỉ huy của mình. Ngay cả tại Võ Vệ trung quân, về danh nghĩa do đích thân Vinh Lộc kiêm quản, trên thực tế lại do Trương Tuấn, một thủ lĩnh thổ phỉ quy hàng triều đình, nắm quyền chỉ huy trực tiếp.

## Loạn Nghĩa Hòa Đoàn
Trong cuộc chiến chống lại Tám nước liên quân, các nhánh Tiền, Hậu và Trung quân của Võ Vệ quân bị thiệt hại nặng nề, sau đó hầu như bị giải tán sau sự kiện Nghĩa Hòa Đoàn. Riêng Võ Vệ hữu quân và Võ Vệ tả quân vốn đã được điều ra khỏi kinh thành từ trước nên không bị hao tổn lực lượng.
Từ tháng 3 năm 1899, lực lượng Võ Vệ tả quân do Mã Ngọc Côn (zh:馬玉崑) và Khương Quế Đề (zh:姜桂題) đồng chỉ huy cùng với Tống Khánh.